# Abdelhali Chaiat
Abdelhali (Appie) Chaiat (Saka, Marokko, 15 november 1983) is een Marokkaans-Nederlandse voormalig voetballer die als aanvaller speelde.

## Carrière
Abdelhali Chaiat begon bij Amersfoortse Boys en startte zijn profcarrière bij FC Utrecht. Hij maakte op 11 april 2003 zijn debuut in de wedstrijd FC Utrecht - Willem II (1-1). Op dat moment een van de grootste talenten. In zijn eerste seizoen bij FC Utrecht kwam Chaiat tot zeven competitieduels en twee goals. Het jaar erop was hij weer voornamelijk bankzitter. In het seizoen 2004/05 maakte Chaiat de overstap naar FC Volendam, dat toen uitkwam in de Jupiler League. Bij de ploeg uit Volendam verbleef hij vier jaar en won het kampioenschap in de Eerste Divisie in 2008. Tijdens een vriendschappelijke wedstrijd aan het einde van het seizoen tussen de Suriprofs en FC Volendam loopt Chaiat een zware blessure op na een ongelukkige glijpartij. De Graafschap had voor het blessureleed van Chaiat, hem al onder contract gezet. Op 20 juli 2010 werd zijn contract bij de Graafschap echter ontbonden omdat hij te veel overgewicht heeft gekregen in zijn revalidatieperiode. Chaiat tekende hierna een contract bij AGOVV Apeldoorn. Daar vertrok hij medio 2011. In het seizoen 2012/13 kwam hij uit voor FC Presikhaaf. Hij bouwde af bij NVC. Chaiat werd jeugdtrainer.

## Erelijst
FC Utrecht
- KNVB beker

2003, 2004